# 张籍
张籍（约767年—约830年），字文昌，原籍吴郡（今江苏苏州），后迁居和州乌江（今安徽和县），唐朝诗人，有「詩腸」之称。

## 生平
唐德宗贞元十四年（798年）北遊，經孟郊介紹，在汴州（今河南開封）認識韓愈。贞元十五年进士。历任太常寺太祝，因患目疾，自稱“草色遥看近却无”，孟郊称他为“穷瞎张太祝”。元和十一年（816年），转任国子监助教，目疾稍愈。迁秘書郎。藩鎮李師道仰慕張籍的學識，想網羅入幕，張籍婉拒，寫了一首《節婦吟》寄給了李司徒。
长庆元年（821年），韓愈薦為國子博士，歷任水部员外郎、主客郎中，终国子司业。时称“张水部”或“张司业”。因其出身贫寒，官职低微，能较多地接触社会底层的民众，故其所作乐府诗多批判社会，同情百姓的遭遇，颇为白居易等人所推崇，白居易稱讚为“尤工乐府诗，举代少其伦”。与王建齐名，号称“张王乐府”。《彦周诗话》论道：“张籍，乐府、宫辞皆杰出”。其与白居易，孟郊等所作的诗歌被称为“元和体”。著有《张司业集》，編為五卷。南唐张洎收集其诗400多首编为《木铎集》12卷。明代嘉靖万历间刻本《唐张司业诗集》8卷，收诗450多首。

## 逸事
- 张水部，为人所熟知，很多因为一首《近试上张水部》（又名《闺意献张水部》）：洞房昨夜停红烛，待晓堂前拜舅姑。妆罢低声问夫婿，画眉深浅入时无。这首诗经常被用作，考生考前或男女友见家长时，因而甚流行。传为唐代越州（今浙江绍兴）士子朱庆馀献给张籍，作为参加进士考试的“通榜”，增加中进士的机会。张籍答复《酬朱庆馀》：“越女新妆出镜心，自知明艳更沉吟；齐纨未足人间贵，一曲菱歌敌万金。”前者载于《全唐诗》卷五百一十五。
- 据《雲仙散錄》记载，张籍因为迷恋杜甫诗歌，把杜甫的诗集烧成灰烬，然后将烧完的纸灰拌上蜂蜜，一天早上吃三匙。一天，张籍的朋友来拜访他，看到张籍正在拌纸灰，很不解，就问：“张籍，你为什么把杜甫的诗烧掉，又拌上蜂蜜吃了呢？”张籍说：“吃了杜甫的诗后，我就能写出和杜甫一样的好诗了！”好友哈哈大笑[4]。